# 3 Pułk Dragonów (Cesarstwo Niemieckie)
3 pułk dragonów im. Barona von Derfflingera ( Nowomarchijski ) (niem. Dragoner-Regiment „Freiherr von Derfflinger“ (Neumärkisches) Nr. 3)  – pułk kawalerii niemieckiej okresu Cesarstwa Niemieckiego.

## Charakterystyka
Pułk został sformowany 29 grudnia 1704. Stacjonował w Bydgoszczy .
Wchodził w skład II Korpusu Armijnego .

 Wiosną 1914 był w strukturze 4 Brygady Kawalerii z 4 Dywizji Piechoty.
W wyniku mobilizacji, w sierpniu 1914 pułk osiągnął gotowość bojową i w składzie 3 Dywizji Piechoty z II Korpusu Armijnego| został wysłany na front zachodni.

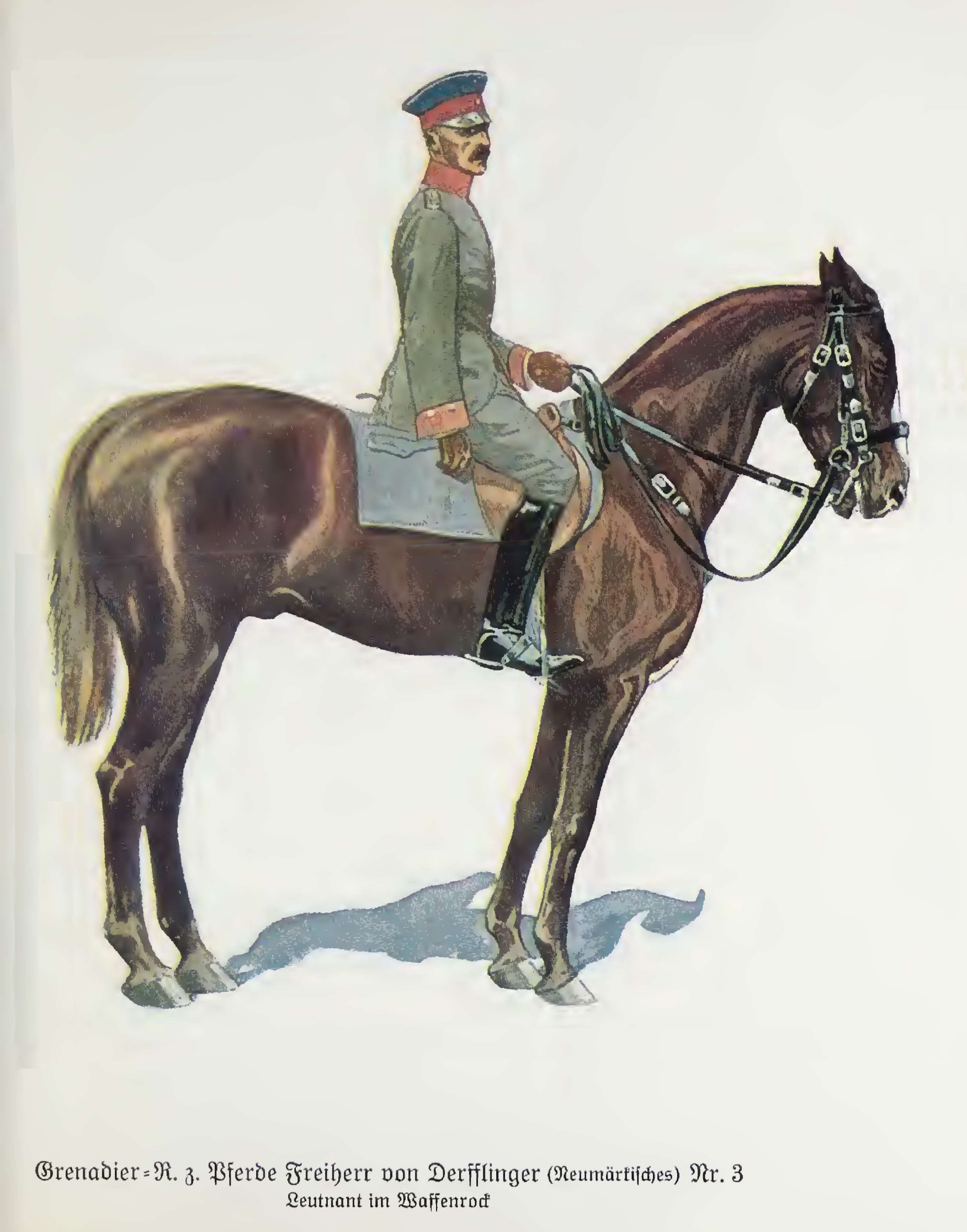